# Animoji
Cette page contient des caractères spéciaux ou non latins. S’ils s’affichent mal (▯, ?, etc.), consultez la page d’aide Unicode.
Animoji est une animation 3D des émojis en prenant en compte l'expression faciale d'un utilisateur comme le sourire ou les grimaces. 

## Memoji
Avec iOS 12, Apple a enrichi la fonction Animoji en introduisant les Memoji personnalisables, que l’utilisateur peut créer en choisissant différents traits du visage et options vestimentaires afin de concevoir des avatars représentant lui-même ou d’autres personnes. Les mises à jour suivantes ont apporté encore plus d’options de personnalisation, notamment l’ajout de représentations visuelles de certains handicaps, comme des implants cochléaires ou des tubes à oxygène, pouvant être intégrés à un avatar.
Une application Memoji autonome a été introduite sur les Apple Watch avec watchOS 7, permettant aux utilisateurs de créer et modifier leurs avatars directement depuis leur poignet. Un cadran de montre affichant des personnages Animoji et Memoji a également été ajouté.
Certains critiques ont souligné que, bien que cette fonctionnalité soit un « exercice amusant », les limites du système de création de Memoji empêchent certaines personnes de concevoir un avatar qui leur ressemble réellement.

## Personnages
Les Animoji sont disponibles sur les personnages suivants :
| - Souris (🐭) - Pieuvre (🐙) - Vache (🐮) - Girafe (🦒) - Requin (🦈) - Chouette (🦉) - Sanglier (🐗) - Singe (🐵) - Robot (🤖) | - Chat (🐱) - Chien (🐶) - Alien (👽) - Renard (🦊) - Tas de crotte (en) (💩) - Cochon (🐷) - Panda (🐼) - Lapin (🐰) - Poulet (🐔) | - Licorne (🦄) - Lion (🦁) - Dragon (🐉) - Crâne (💀) - Ours (🐻) - Tigre (🐯) - Koala (🐨) - T-Rex (🦖) - Fantôme (👻) |

## Histoire
Le 12 septembre 2017, Apple annonce que l'application IMessage avec Face ID contient des Animoji, qui sont des versions des émojis animés de manière personnalisée avec l'utilisation de la capture des expressions faciales de l'utilisateur. Ils peuvent également utiliser la synchronisation labiale pour donner l'impression de parler en messages audio,.

## Modèles compatibles
Seuls les appareils Apple disposant de la technologie Face ID peuvent avoir la fonctionnalité Animoji. Les iPhone et iPad avec Touch ID ne peuvent pas envoyer d'Animoji. Il faut donc disposer au minimum d'un iPhone X ou d'un iPad Pro 2e génération.